# 鎧甲勇士
『鎧甲勇士』（がいこうゆうし、ARMOR HERO）は、2008年に中華人民共和国の上海永旭文化（HEROBOX）と奥飛娯楽が共同制作した特撮変身ヒーロー番組である。同年2月から7月に撮影し、2009年3月28日から全52話が放送された。日本未公開。
《鎧甲勇士》の劇場版《鎧甲勇士之帝皇侠》は2009年6月から9月に撮影、2010年1月23日に上映された。それ以降も様々な派生・劇場作品が製作されているが、本記事では1作目の無印および劇場版の帝皇侠について扱う。

## 概要
中国で作られた変身ヒーロー作品。火、水、木、金、土の五行思想を取り入れた中国的なストーリーである。仮面ライダーシリーズに似ているとも言われるが、エンディングクレジットには「上海圓谷策劃公司」との記載があり、スーツアクターや造形作家はウルトラシリーズを担当していた者も多い。
なお、エンディングクレジットに記載されている日本人は山本和宏、杉本末男、柴原孝典、角秀一、寺井大介の5名。
変身するヒーローたちは上海のテレビ局、東方衛視の男性オーディション番組「加油！好男児」の上位入賞者で、「東方之星」に所属していた俳優である。

## ストーリー
暗影大帝は悪の五行を司る5人の幹部「暗影護法」と52の手下「異能獣」を使って世界を汚染しようとしていた。火・木・水・金・土、それぞれの村の末裔である5人の青年は村に伝わる光影石の力で鎧甲勇士に変身して悪に立ち向かう。

## 登場人物

### 鎧甲勇士たち
地球を守る五行の力を纏う戦士「鎧甲勇士」への変身能力を持ち、全員が各属性の光影石を使える一族の末裔である。
李炘南（リー・シンナン）
演：呉建飛（ウー・ジェンフェイ）
本作品の主人公で、炎龍侠に変身する。親を交通事故で亡くしているナイーブな性格の青年で、戦士としての生き方とピアニストとしての生き方との間で葛藤している。ピアノの腕は非常に良く、「幸福餃子館」でもその腕前を披露している。また、自分の気分を表現するのが苦手で、それらは全てピアノの音を通して表現している。一見冷たく見えるが、実際のところ内面はとても良く、柔らかい人物でもある。
東杉（ドンシャン）
演：郭帥（グォ・シュアイ）
ERP研究所の研究者。風鷹侠に変身する。従兄弟の啓東が異能獣に狙われたことから、自分が木影村の末裔と知る。実直な性格でコンピューターの技術にも長けている。一見大胆に見えるが、実際はとても恥ずかしがり屋である。また、彼の祖父は先代風鷹侠でもある。
北淼（ベイミャオ）
演：柏栩栩（バイ・シュウシュウ）
普段は外車を乗り回すキザなエリート風の青年で、黒犀侠に変身する。訳あって影界の者を倒すことに異常に執着している。嫉妬深く極端な性格をしており、リーダーシップを得るために炘南を傷つけることを躊躇せず、同時に最後に仲間に加わった西釗を拒絶した。
西釗（シージャオ）
演：張超（チャン・チャオ）
界王の養子。普段は友好的でミステリアスな感じの青年で、雪獒侠に変身する。立場上炘南達と敵対していたが、坤中から仲間に加わるよう説得される。
坤中（クンジョン）
演：秦炎仕（チン・イェンシ）
最後に変身出来ることが見出された、バスケットボールが趣味の最年少戦士。地虎侠に変身する。ユニークな性格をしており、西釗のことで北淼と対立することもあった。

### ERP研究室
美真（メイジェン）
演：楊亜（ヤン・ヤ）
ERP研究室の研究員の女性。鎧甲勇士たちを発見し、敵との戦いをコンピューターでサポートする姉御肌の女性で、研究室をカモフラージュしているカフェのオーナーでもある。　
加魯
美真の兄にして、ERP研究室および鎧甲召喚システムの開発者。太陽エネルギーの研究に長けている。
神山老者
演：孫修大（スン・シュウダ）
仮想戦闘システムの中にいるとらえがたい雰囲気の老人。鎧甲勇士の5人に戦う技術と道理を教える。

### 幸福餃子館
惠姨（フェイイー）
演：曹露（チャオ・ルー）
炘南の叔母、幸福餃子館の女主人。バラエティ豊かな餃子を作って客に出している。死んだ姉の息子である炘南を心配している。
徐敏慈（シュー・ミンツー）
演：盧洁云（ルー・ジェーユン）
服飾デザインが得意な女の子。裕福な家の出身であるにもかかわらず、そのことを隠して幸福餃子館でアルバイトをしている。
小蘭（シャオラン）
演：袁婭楠（ユァン・ヤーナン）
惠姨の娘。おしゃまな性格の女児。
王向陽（ワン・シャンヤン）
演：劉梓宣（リュー・ジーシェン）
孤児で小蘭の友達。極端に口数が少ない。火・木・水・金・土、全ての村の血を引いており、最強の戦士たる帝皇侠への変身資格を持つ。
小嵩（シャオソン）
雑誌「八天刊」の記者。取材対象として鎧甲勇士を追っている。

### 悪の勢力
影覇
演：譚炘吉（タン・シンジー）
序盤の黒幕。黒いローブを着ている。土村の末裔で地虎侠に変身出来るが、悪の道に陥ってしまう。なお、変身には召喚器ではなく光影石の原石を用いている。また、身体が老化している上に村の血が不純なため、地虎侠の力を発揮し切ることができない。
丑将
演：朱燁（ジュ・イェ）
影覇と界王の手下となってなにかと暗躍している顔の下半分を覆面で覆った男。
界王
演：閻勇（ヤン・ヨン）
中盤の黒幕。片目と片手が機械化されている。元々は科学者で研究中の事故で健康も地位も失い、落ちぶれたところを丑将に改造され界王となる。
氷児
界王配下の女戦士。西釗を監視しており、北淼とも浅からぬ縁がある。
黒帝
演：趙志剛（ジャオ・ジーガン）
終盤に登場。元は屑拾いの男。偶然魔霊石を見つけ、五行の悪魔を開放し自分の欲望を実現するために影界の支配者となる。

## 話数リスト
| 話数   | サブタイトル                  |
| ------ | ----------------------------- |
| 第1話  | 異能獣の侵入                  |
| 第2話  | 炎龍現る                      |
| 第3話  | 蚱蜢獣の脱出                  |
| 第4話  | 失われし不思議な馬            |
| 第5話  | 変な神山老人                  |
| 第6話  | 東杉：俺は風鷹侠だ            |
| 第7話  | 新生児魔牛獣                  |
| 第8話  | 封印された蜂蟻獣              |
| 第9話  | 光影子孫の秘密                |
| 第10話 | 出発、黒犀侠（上）            |
| 第11話 | 出発、黒犀侠（下）            |
| 第12話 | 悪狼獣との戦い（上）          |
| 第13話 | 悪狼獣との戦い（下）          |
| 第14話 | 土影石の誕生                  |
| 第15話 | 奪われた土影石                |
| 第16話 | 地虎侠を探せ                  |
| 第17話 | 地虎侠現る                    |
| 第18話 | 水母獣の襲撃                  |
| 第19話 | 界王の追求                    |
| 第20話 | 界王の秘密                    |
| 第21話 | 鎧甲勇士よ、戦え              |
| 第22話 | 恐ろしき影界墓地              |
| 第23話 | 界王の罠                      |
| 第24話 | 改ざんされた衛星コード        |
| 第25話 | ジャックされた衛星            |
| 第26話 | 光影村への攻撃                |
| 第27話 | 木の太極                      |
| 第28話 | 光影伝説                      |
| 第29話 | 5人目の鎧甲勇士               |
| 第30話 | 界王の陰謀                    |
| 第31話 | 電磁嵐                        |
| 第32話 | 戦場の遊び場                  |
| 第33話 | 五行復活                      |
| 第34話 | 破壊！界王の隠れ家            |
| 第35話 | 暗影四天王                    |
| 第36話 | 暗影の反撃                    |
| 第37話 | 新炎龍侠登場                  |
| 第38話 | 暗影五護法                    |
| 第39話 | 西釗の裏切り                  |
| 第40話 | 坤中の指示                    |
| 第41話 | 火事の調査                    |
| 第42話 | 復讐                          |
| 第43話 | 院長の手紙                    |
| 第43話 | 召喚権争い                    |
| 第44話 | 召喚権争い                    |
| 第45話 | 鎧甲第2チーム登場             |
| 第46話 | 帝皇鎧甲をめぐる戦い          |
| 第47話 | 調査！帝皇鎧甲の召喚          |
| 第48話 | 終末の暗影五護法              |
| 第49話 | 黒暗影帝登場                  |
| 第50話 | 苦闘！4つの古代異能獣と帝皇侠 |
| 第51話 | 最後の戦い                    |
| 第52話 | 本当の意味                    |

## 鎧甲勇士之帝皇侠
2010年1月23日に上映された無印の劇場版で、テレビ本編の1年後を描く物語。黒幕である暗影護法が封印されたため、元の鎧甲勇士たちは組織を去り自分たちの生活を送っていた。しかし、ある日影の勢力が突如として蘇り、全ての五行の村の血を引く青年・黎子陽は最強の鎧甲勇士・帝皇侠となって戦いに身を投じることとなる。なお、本作品にはテレビ本編の主人公である炘南や東杉も登場している。
また、本作品では武器召喚や必殺技時の光の壁のエフェクト、アイテムのシステム音声など一部演出がテレビ本編とは違うものに変更されている。

### 本作品からの登場人物
黎子陽（リー・ヅーヤン）
演：唐禹哲（タン・ユージャ）
本作品の主人公。向陽と同じく全ての五行の村の血を引く青年で、向陽では年齢が若過ぎるゆえに戦えないことから、新たな帝皇侠の有資格者として選ばれた。普段は親友の何介と共に「幸福的一口」というファーストフードトラック事業を営んでいる。
何介（ファージェ）
演：袁成傑（ユァン・チャンジェ）
子陽の親友。明るく活気のある性格で、子陽と同じく全ての五行の村の血を引いているものの、血の純度が低い上に肉体が戦闘に適していないため、帝皇侠に変身することはできない。また、ラジオ記者の安彤に恋心を寄せている。
安彤（アントン）
演：陳真希（チェン・ジェンシ）
何介が恋心を向けているラジオ記者で、安迪という歳の離れた弟がいる。当初は何介が帝皇侠だと誤解していたが、弟と共に森でバーベキューをしていたところを異能獣に襲われ、安迪が大けがを負ったところを子陽に助けられ、その時に子陽が帝皇侠であることを知る。
巴豆（バードウ）
演：廖暁晨（リャオ・シャオチェン）
本作品の悪役。ITオタクかつスーパーハッカーで、影界の子孫。鎧甲勇士のファンで、ERPに参加して鎧甲勇士を独自のハッキング技術で支援することを考えていたが、彼は真剣に受け止められていなかった。その結果、彼の心は暗影護法によって腐食され、子陽たちの敵になるが、戦いが終わった後は警察に逮捕されている。そして、彼は無印の次作となる『鎧甲勇士刑天』にて続投キャラクターとして登場し、再び悪役として暗躍することとなる。

## 鎧甲勇士
光影石の力を使える一族が地球を守る五行の力を纏い変身する戦士たちの総称で、中でも炎龍、風鷹、黒犀、雪獒、地虎の5人は光影鎧甲という通称が与えられている。
それぞれが対応した五行の力を宿し、鎧自体も変身者の特性に応じて異なる力を発揮するため、変身者が強いほど鎧の力は強くなる。
また、鎧甲勇士シリーズにおいて変身は召喚、あるいは合体と称されることもあり、変身者のことは召喚人と呼称される。

### 登場装備
鎧甲召喚器
光影鎧甲が変身に使用するブレスレット型アイテムの総称。戦士ごとに名称や色、形状が若干異なるものの、基本的には同じ構造をしている。また、本体の裏側には小型のディスプレイとキーボードがあり、携帯電話としても使用できる。
変身時は左腕に装着し、五晶石を召喚器にセットしてカバーをスライドした後、「○○(戦士の名前)鎧甲、合体！」の掛け声と共に大気圏外にあるEPR衛星を介して五行の力を纏うことで鎧が形成されて装着者の身を包み、「鎧甲合体！」の音声と共に変身が完了する。
光影石
五行の力を宿す鎧甲勇士の力の源。原石はEPR衛星の中にあるが、鎧甲勇士が変身に使用するものは「五晶石」と呼ばれるメダル型の形をしており、普段は変身者が身に付けている首のネックレスにマウントされている。変身時はネックレスから五晶石を取り外し、召喚器にセットして変身を行う。
乾坤腰帯
光影鎧甲が共通で装備しているベルト。こちらも戦士ごとに色や形状が異なる。
両脇にはダイヤルが設けられており、武器召喚・必殺技はダイヤルを回転させることで発動する。右ダイヤルは一回目で基本的に射撃あるいは格闘補助の武器を召喚し、二回目の回転で主要武装を召喚する（2話では炎龍侠が通常と異なる形で最初から主要武装を召喚しているため、絶対ではない模様）。
また、投擲武器をもっている戦士の場合は、それを利用するとサイドパーツの回転数が一回ずれる（補助武器→主要武器が投擲武器→補助武器→主要武器という具合に）。そして、左ダイヤルを回すことで武器による必殺技が発動する。
武器召喚・必殺技の際には目の前に光の壁のようなものが現れ、それに手をかざすことで効果が表れる（必殺技の場合は武器）。
帝皇腰帯
帝皇侠の使用する変身ベルト。バックル部分はターンテーブルになっているのが特徴で、火・水・木・金・土全ての光影石が収められている。変身時は陰陽の力を宿す光影石・太極晶石をバックル中央のスリッドにはめ込み、「帝皇鎧甲、合体！」と叫ぶことで装着者の全身に鎧が装着されていき、「鎧甲合体！」の音声と共に変身が完了する。
また、両脇には乾坤腰帯と同様ダイヤルがあり、右ダイヤルを回して武器召喚、左ダイヤルを回すことでターンテーブルが回転し、各種必殺技が発動する。
なお、元々帝皇腰帯は変身ベルトではなく、帝皇侠で子陽が使用しているのものは帝皇侠に装備されているベルトをERPが変身アイテムとして開発したレプリカである。また、変身にはERP衛星に依存しないため、衛星が利用できない場合でも変身を可能としている。
光影駒
帝皇侠含む6人の鎧甲勇士が使う空飛ぶバイクの総称。こちらも戦士ごとに名称や色、形状がことなり、必殺技発動時と同じように乾坤腰帯の左ダイヤルを回すことで召喚でき、バイクに乗っている状態で変身することでもバイクがマシンに変化する形で出現する。
運転方法は通常のバイクと同様だが、加速はハンドルを内側に引くことで行う。また、武装としては目から放つ小さな光弾と口から発射するビーム砲がある。
光之帝皇戦竜
帝皇侠の召喚した帝皇駒が巨大な竜に変化した姿。こちらは帝皇侠でのみ登場。帝皇侠の手で使役され、無敵の戦闘力を持つ他、帝皇侠を背に立たせることもできる。

### 光影鎧甲
鎧甲勇士のうち、炎龍・風鷹・黒犀・雪獒・地虎の5人の通称。戦闘時間には制限があり、エネルギーが少なくなると胸部のランプが弱々しく点滅する。
また、必殺技は武器による技のあと格闘技による封印が行われる二段構えとなっており、他には見られない独特の演出がなされている。
炎龍侠
装備 - 烈焔刀（弓に似た双刃のメイン武器）、烈焔弓（弓型の射撃武器で、連射が利く）、烈焔鏢（ブーメラン型の補助武器で、胸部の左右にマウントされている刃を取り外して合体させることで使用できる）、炎龍駒（専用の光影駒）
李炘南が炎龍召喚器と火晶石で変身した姿。属性は火で、モチーフは龍。
戦闘スタイルはカウンター気味な素早い攻撃を得意としており、防ぎながら素早く相手の懐にもぐりこみ拳を叩き込む。また、変身中は勢いよく手首を振る癖がある。
必殺技は烈焔刀から炎の斬撃を飛ばす「封魔斬」と、封印の掌底「火焔拳」。
風鷹侠
装備 - 風鷹剣（手甲型の剣で、メイン武器）、風鷹弩（風鷹剣がクロスボウ型の武器に変形した形態で、射撃武器）、風鷹環（肩に装備されているチャクラム型の補助武器で、投擲はもちろん近接武器としても使える）、風鷹駒（専用の光影駒）
東杉が風鷹召喚器と木晶石で変身した姿。属性は木で、モチーフは鷲。
高い跳躍力や素早さを生かしたスピーディな戦闘スタイルをとり、キックを主体として戦う。親指で鼻を撫でるようなしぐさを癖としており、他の戦士に比べて変身前でもそのしぐさをすることが多い。
必殺技は風鷹剣を構えて無数の疾風の刃を飛ばす「穿風刺」と、封印の飛び蹴り「風鷹腿」。
黒犀侠
装備 - 流星槍（重厚な矛先を持つ、三つの刃が付いた三叉槍ようなメイン武器）、水甲盾（サイの頭部を模した手甲型の盾で、補助武器。左腕に装備され、防御の他打撃にも使える）、黒犀駒（専用の光影駒）
北淼が黒犀召喚器と水晶石で変身した姿。属性は水で、モチーフはサイ。
大柄な体躯が特徴で、それに相応しい高い防御力を生かしひるむことなく相手に歩んでいく。また、遠心力を利用した攻撃（裏拳やフックパンチなど）を得意とし、戦闘中は手首を触るような癖がある。
必殺技は流星槍から槍の刃を模した刺突を飛ばす「狂瀑扎」と、封印の高速体当り「狂瀑頂」。
雪獒侠
装備 - 震雷斧（片手斧型のメイン武器で、柄と斧頭にあるグリップを握ることで両手持ちもできる）、震雷棍（先端がマスチフ犬の頭部を模している二対の棒で、補助武器）、雪獒駒（専用の光影駒）
西釗が雪獒召喚器と金晶石で変身した姿で、属性は金。獒はマスチフ犬の意味で、モチーフにもなっている。
黒犀侠以上に大柄な体躯と重装甲を誇るが、見た目に反して非常に素早く、同時に見た目通りのパワフルさを持つ。戦闘中には首を動かす癖がある。
必殺技は震雷斧から斧の刃を模した斬撃を飛ばす「震雷削」と、封印の鉄拳「震雷拳」。
地虎侠
装備 - 裂地刀（刀身が独特な形状をしている片刃の剣で、メイン武器）、裂地爪（両手甲に装備される二対の鉤爪で、補助武器）、地虎駒（専用の光影駒）
坤中が地虎召喚器と土晶石で変身した姿。属性は土で、モチーフは虎。
相撲の突っ張りのように掌底を中心としたパワフルな攻撃を得意とし、戦闘中は叩くように手のひらを合わせる癖がある。
必殺技は裂地刀から斬撃を飛ばす「裂地劈」と、炎龍侠の火焔拳に似た封印の掌底「裂地掌」。

### 帝皇侠
装備 - 極光剣（剣型のメイン武器。光影石をセットするスリットが設けられており、各種必殺技を放てる）、極光盾（盾型の補助武器）、帝皇戦戟（極光剣の柄の方が極光盾に収められた状態の大型剣で、帝皇侠の最強武器）、帝皇駒（専用の光影駒）
全ての五行の力に加え、陰陽の光と闇の力をも宿す最強の戦士。全ての村の血を引いている者のみが変身可能で、本編では王向陽、帝皇侠では黎子陽が該当する。また、団結していれば光影鎧甲の5人が融合する形でも変身可能。
また、向陽の場合は自身に宿す五行の力を開放することで変身するが、子陽はEPRが変身ベルトとして開発した帝皇腰帯のレプリカで変身している。最強の戦士に違わずその強さは無類で、4体の異能獣をも苦戦することなく単独で撃破・封印している。
通常時は「普通帝皇」と呼ばれるベルトの力だけで変身した不完全形態だが、五行の力をフルに開放することで胸部に極光盾を模した鎧が追加され、完全形態「終極帝皇鎧甲」となる。

#### 必殺技
帝皇封魔斬
極光剣に火影石をセットして発動する、作中未使用の火属性必殺技。
帝皇穿風刺
極光剣に木影石をセットして発動する木属性必殺技で、五行の各属性の必殺技のうち作中で唯一使われた技。背中から巨大な翼を生やして空中に浮遊し、針のような刃を無数相手に飛ばした後、風鷹腿に似た飛び蹴りを瞬時に叩き込む。
帝皇狂瀑扎
極光剣に水影石をセットして発動する水属性必殺技。作中未使用。
帝皇震雷削
極光剣に金影石をセットして発動する金属性必殺技。作中未使用。
帝皇裂地劈
極光剣に土影石をセットして発動する土属性必殺技。作中未使用。
五聖必殺
帝皇腰帯の左ダイヤルを操作して発動する、五行の力を集約させた最強必殺技の一つ。終極帝皇鎧甲の状態で使用され、発動時は胸部アーマーが複数のパーツに分かれて分離し、相手目掛けて5つのプレートを形成。そして極光剣の刀身を変形・浮遊させ、左腕を突き出すことで剣を飛ばして突き刺した後に玉を加えた黄龍が出現し、最後の一撃をくらわす。
五門必殺
帝皇腰帯の左ダイヤルを操作して発動する最強必殺技の一つ。ベルトから五行の力を左手に集約して極光剣に宿し、剣を地面に突き立てることで広範囲に渡る凄まじい衝撃波を放ち、無数の敵を一掃する。
帝皇降魔殲滅斬
帝皇侠が光之帝皇戦竜と共に放つ究極必殺技。竜に騎乗した帝皇侠が帝皇戦戟を手に斬りかかり、特大のビーム剣で巨大な敵を叩き斬る。

## 音楽
オープニング曲
- 命運戦士
  - 作詞 - 周秉毅（ジョウ・ビンイ） / 作曲・歌 - 陳致逸（チェン・ヂーイー）

エンディング曲
- 光的戦役
  - 作詞 - 周秉毅 / 作曲・歌 - 陳致逸

挿入曲
- 光的戦士
  - 作詞 - 周秉毅 / 作曲・歌 - 陳致逸

第52話にて使用された